# 皇村鐵路
皇村鐵路（羅馬化：Tsarskoselskaya zheleznaya doroga）是俄羅斯帝國首條公共鐵路線。此鐵路由聖彼得堡經皇村到巴夫洛夫斯克，全長27公里。工程在1836年5月開展，同年在皇村站至巴夫洛夫斯克站之間以馬匹拉動進行第一次試運行。鐵路在1837年10月30日通車，以蒸汽機車拉動來往聖彼得堡和皇村。在1851年莫斯科－聖彼得堡鐵路開工以前，此鐵路是俄羅斯唯一的客運鐵路線。1899年此線併入莫斯科－溫都－雷賓斯克鐵路，現時為十月鐵路局的一部分。